# Хоменко, Василий Афанасьевич
Василий Афанасьевич Хоменко (30 марта 1899 — 9 ноября 1943) — советский военачальник, в годы Великой Отечественной войны командовал армиями, генерал-лейтенант (18.05.1943).

## Биография
Родился 30 марта 1899 года в селе Петровское, ныне Борисоглебского района Воронежской области в крестьянской семье. Украинец. После окончания приходской школы уехал в Сормово, работал на судостроительном заводе.
В Красной Армии с 1918 года. Член РКП(б) с 1919. В 1920 году окончил курсы военных комиссаров. В годы Гражданской войны – командир взвода, военком и командир полка, военком дивизии.
После войны командовал полком в борьбе с басмачами на Туркестанском фронте. С 1924 года комиссар укреплённого района в крепости Кушка. В 1928 году окончил КУВНАС при Военной академии РККА им. М. В. Фрунзе. С 1931 командовал бригадой. С 1935 года проходил службу в пограничных войсках НКВД: начальник отдела штаба, затем начальник штаба пограничных и внутренних войск НКВД Ленинградского округа. 
С 4 июня 1940 – генерал-майор. В ноябре 1940 года возглавил пограничные войска НКВД Молдавской и Украинской ССР. С 12 июня 1941 года — заместитель командующего войсками Киевского Особого военного округа по охране тыла.
После начала Великой Отечественной войны в той же должности на Юго-Западном фронте, сформированном на базе Киевского Особого военного округа. С 12 июля 1941 года – командующий 30-й армией, которая в конце июля включена в состав Западного фронта. Под командованием В. А. Хоменко армия участвовала в Смоленском сражении, оборонительных боях юго-западнее г. Белый и на ржевском направлении, Калининской оборонительной операции. В начале декабря 1941 года назначен заместителем командующего войсками Московской зоны обороны. В августе 1942 года кратковременно являлся командующим 24-й армией, затем, в сентябре, назначен командующим вновь формируемой 58-й армии в составе Закавказского фронта. В этой должности руководил войсками при оборудовании глубоко эшелонированной обороны в районе г. Махачкала.
С 11 по 31 августа 1942 года — командир Махачкалинской дивизии войск НКВД, созданной для борьбы с резко обострившимся бандитизмом в горных районах Дагестана и Чечни.
С 21 ноября 1942 года назначен командующим 44-й армией. Под его руководством армия участвовала в Битве за Кавказ, Ростовской, Миусской, Донбасской, Мелитопольской наступательных операциях и освободила города Ворошиловск (ныне Ставрополь), Таганрог,  Мариуполь, Азов. В конце октября 1943 года армия была выведена в резерв фронта и занимала оборону на рубеже Завадовка — Каховка — Британы.

### Гибель
6 ноября 1943 года командующий 44-й армией В. А. Хоменко погиб либо попал в плен к немцам. Об обстоятельствах его гибели есть несколько противоречивых свидетельств.
Официальная версия событий ныне звучит так: «В конце октября армия была выведена в резерв фронта, затем перегруппирована в район северо-восточнее Каховки, где обороняла рубеж Завадовка–Каховка–Британы. 9 ноября машина, в которой находился В. А. Хоменко, при подъезде к передней линии обороны противника подверглась обстрелу, в результате которого он был убит».
Маршал С. С. Бирюзов вспоминает об этом эпизоде следующее: "Но в тот самый момент, когда в Москве гремел салют в честь освобождения Киева, а у нас повсеместно проходили праздничные митинги, радость наша была омрачена неожиданной вестью из-под Никополя. Там трагически погибли два боевых генерала — командующий 44-й армией Василий Афанасьевич Хоменко и командующий артиллерией той же армии С. А. Бобков. А произошло это так. У командарма появилось желание посоветоваться по поводу предстоящих боёв за Никополь со своими командирами корпусов И. А. Рубанюком и П. К. Кошевым Прихватив с собой С. А. Бобкова, Василий Афанасьевич направился сначала на КП генерала Рубанюка. Туда они добрались вполне благополучно, довольно быстро обсудили все вопросы и отбыли в 63-й стрелковый корпус. Хоменко сам вёл автомашину. Бобков сидел с ним рядом. Позади следовали ещё две автомашины: одна с охраной, другая с радиостанцией «Север». В кузове последней находились офицер и радист. В то время войска 44-й армии только ещё занимали свои новые позиции под Никополем. Сплошного фронта там не было. К командному пункту 63-го стрелкового корпуса вели три дороги. Но одна из них шла через расположение войск противника. Генерал Хоменко ошибся в ориентировке и попал как раз на эту дорогу. Гитлеровцы подпустили нежданных «гостей» на близкое расстояние и открыли по ним огонь почти в упор. Чудом удалось спастись лишь одной машине, двигавшейся последней. Тяжело раненые офицер и радист, сохранив документы, вернулись в штаб корпуса. Как только стало известно об этом, Ф. И. Толбухин приказал 44-й армии немедленно атаковать противника и попытаться вызволить из беды наших генералов. Однако атака успеха не имела. Спасти тт. Хоменко, Бобкова и всех, кто сопровождал их, не удалось. Гитлеровцы потом сочиняли небылицы, писали в своих листовках, что советские генералы добровольно перешли на сторону врага. Никто из нас этому не верил. Мы отлично знали, что такие, как Хоменко и Бобков, живыми врагу не сдадутся. Однако сам по себе случай был крайне неприятным. Командующий армией заблудился в расположении своих частей и по ошибке заехал — к противнику! Верховный Главнокомандующий распорядился о расформировании управления 44-й армии и немедленной передаче её войск в другие объединения фронта. А заодно на нас обрушились и иные немилости со стороны И. В Сталина".
Д. А. Волкогонов цитирует выдержки из директивы Сталина, посвящённой этому эпизоду: "6 ноября командующий 44-й армией генерал-лейтенант Хоменко и командующий артиллерией той же армии генерал-майор Бобков при выезде в штабы корпусов потеряли ориентировку, попали в район расположения противника, при столкновении с которым в машине, управляемой лично Хоменко, заглох мотор и эти лица также были захвачены немцами со всеми находящимися при них документами. Этот позорный случай произошёл несмотря на предупреждение командира 10 гв. ск генерал-майора Рубанюка о том, что Хоменко и лица, его сопровождающие, поехали не по той дороге. На сделанное ему предупреждение, Хоменко самоуверенно ответил: «Вы меня не учите, я умею читать карту» и продолжал движение в сторону противника.
Командующим войсками фронтов и отдельных армий, представителям Ставки:

1. Запретить выезд командующих армиями, командиров корпусов и лиц высшего командного состава им соответствующих в передовую линию войск без организованной по пути движения разведки и охраны в 2—3 бронемашины или танка.

2. При выезде в войска, от штаба корпуса и ниже, не брать с собой никаких оперативных документов, за исключением чистой карты района поездки.

3. Беспрекословно выполнять все требования регулировщиков.

4. Запретить высшему начальствующему составу личное управление автомашинами.

5. Возложить ответственность за точное выполнение настоящей директивы лично на командующих фронтами и отдельными армиями. В случае нарушения настоящей директивы командующий фронтом лично будет привлечен к ответственности.
7 ноября 1943 года И. Сталин
Согласно исследованию  башкирского историка Багаутдинова Айрата Маратовича, который проанализировал документы советских воинских частей и  журналы боевых действий вермахта,  6 ноября 1943 года в 18 часов командующий советской 44-й армии  генерал-лейтенант Хоменко Василий Афанасьевич сам сел за руль джипа и выехал вместе с командующим артиллерии 44-й армии генерал-майором Семеном Алексеевичем Бобковым  в штабы корпусов для дачи указаний. В пути из штаба 10-го гвардейского стрелкового корпуса (Марьинск) в штаб 63-го стрелкового корпуса (Веселое), потеряв ориентировку, оказался на территории, занятой противником в районе балки Каменка, курган Горила. При пересечении немецкого переднего края немцы открыли шквальный огонь. Согласно немецким документам два генерала и сопровождающие их офицеры и солдаты  были убиты сразу. В немецкий в плен попал только один раненный советский лейтенант.
В советских документах отмечено, что удалось выжить и вернуться к своим шоферу грузовой автомашины сопровождения и капитану шифровальной службы Душкину, который  получил два ранения. Срочно принятые меры розыска путем захвата района балки Жидивска, балка Каменка, мог. Горила силами 108-й гвардейской стрелковой дивизии и танковым взводом роты охраны штаба 44-й армии желаемого результата не дали.
В монографии Багаутдинова А.М.  «Боевой путь Героя Советского Союза  Минигали Губайдуллина»  впервые опубликованы две оперативные карты генерала Хоменко В.А, которые были захвачены немцами 6 ноября 1943 года. Одна карта от 4 ноября, а вторая  от 5 ноября 1943 года.
Последним местом боя стала балка между селом Маринским и хутором Средним.
Впоследствии выяснилось, что генерал Хоменко попал в плен тяжело раненым и вскоре скончался. 20 мая 1944 года останки генералов были найдены и впоследствии перезахоронены в городе Мелитополе Запорожской области.. .

## Воинские звания
- полковник (1936)
- комбриг (10.09.1938)
- генерал-майор (4.06.1940)
- генерал-лейтенант (18.05.1943)

## Награды
- 2 ордена Красного Знамени (21.02.1942, 2.10.1943)
- орден Кутузова 1-й степени (28.01.1943)
- орден Красной Звезды (26.04.1940)
- революционный знак военного отличия Бухарской Народной Советской Республики 2-й степени (1.09.1923)
- медаль «XX лет Рабоче-Крестьянской Красной Армии» (22.02.1938)

## Киновоплощение
В фильме «Прощаться не будем» (2018) режиссёра Павла Дроздова роль Хоменко сыграл актёр Константин Юченков.